# Péter Bácsi

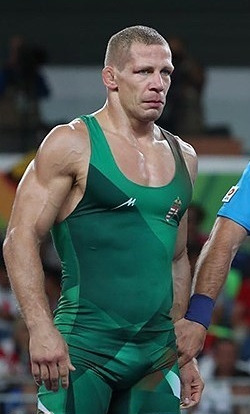
Péter Bácsi

Péter Bácsi (* 15. Mai 1983 in Budapest) ist ein ungarischer Ringer. Er wurde 2008 und 2014 Europameister im griechisch-römischen Stil im Weltergewicht bzw. in der Gewichtsklasse bis 80 kg Körpergewicht, in der er 2014 auch Weltmeister wurde. 2018 wurde er Weltmeister in der Gewichtsklasse bis 82 kg Körpergewicht.

## Werdegang
Péter Bácsi begann als Jugendlicher im Jahre 1991 mit dem Ringen. Er konzentrierte sich dabei auf den griechisch-römischen Stil. Er ist Mitglied des Sportclubs Ferencváros TC Budapest und wird von dem ehemaligen Olympiasieger András Sike trainiert. Er ist Student, bestreitet aber seinen Lebensunterhalt z. Zt. mit dem Ringen. Er ist auch in deutschen Ringerkreisen sehr gut bekannt, weil er schon seit mehreren Jahren für deutsche Vereine, nämlich dem SV Wacker Burghausen und der RWG Mömbris-Königshofen, in der Ringer-Bundesliga an den Start ging bzw. geht.
Sein erstes großes internationales Turnier bestritt er 2001 in Taschkent. Er kam dabei bei der Junioren-Weltmeisterschaft im Leichtgewicht auf den 12. Platz. Bei der Junioren-Europameisterschaft 2002 in Subotica belegte er den 9. Rang. 2005 startete er bei den Universitäts-Weltmeisterschaften erstmals bei den Senioren. Bácsi schloss das Turnier als Fünfter ab. 2007 wurde Péter Bácsi im Weltergewicht erstmals ungarischer Meister. Bei den Weltmeisterschaften 2007 in Baku erkämpfte er sich im Weltergewicht den 7. Platz. Er besiegte dort zunächst Sixto Barrera Ochoa aus Peru, Daulet Kadirow aus Turkmenistan und Tsukasa Tsurumaki aus Japan und scheiterte dann mit 5:8 an Julian Kwit aus Polen.
Bei der Europameisterschaft 2008 im finnischen Tampere überraschte er die gesamte internationale Ringer-Fachwelt, denn er erkämpfte sich dort mit Siegen über Edgar Babajan aus Armenien, Valtteri Moisio aus Finnland, Christophe Guénot aus Frankreich und im Finale über Seref Tüfenk aus der Türkei erstmals den Europameistertitel bei den Senioren. Mit diesem Sieg hatte er sich gleichzeitig auch für die Olympischen Spiele dieses Jahres in Peking qualifiziert. In Peking begann er sehr stark und besiegte im Weltergewicht Thomas Curtius Dantzler aus den Vereinigten Staaten, Arsen Dschulfalakjan aus Armenien und den Olympiasieger von 2000 Warteres Samurgaschew aus Russland. Im Halbfinale verlor er gegen Manuchar Kwirkwelia aus Georgien und unterlag im Kampf um eine Bronzemedaille auch gegen Christophe Guénot, wobei diese Niederlage mit 1:2 Runden bei 7:7 Punkten äußerst knapp war.
2009 war er weniger erfolgreich. Er kam bei der Europameisterschaft in Vilnius nach einer Niederlage in seinem zweiten Kampf gegen Elwin Mursalijew aus Aserbaidschan auf den 12. Platz und belegte bei der Weltmeisterschaft in Herning/Dänemark nach einem Sieg über Kanatbek Begalijew aus Kirgisistan und einer Niederlage gegen Farshad Alizadeh Kalecheschi aus dem Iran gar nur den 19. Platz.
In den Jahren 2010 und 2011 gewann Péter Bácsi aber bei den Europameisterschaften in Baku bzw. Dortmund im Weltergewicht wieder Medaillen. In Baku besiegte er u. a. den starken Türken Seref Tüfenk, verlor aber im Halbfinale wieder gegen Elwin Mursaliejew und sicherte sich schließlich mit einem Sieg über Tomas Sobecky aus Tschechien eine Bronzemedaille. In Dortmund wurde er nach einem Sieg im Halbfinale über Roman Wlassow aus Russland und einer Niederlage im Finale gegen Rafiq Hüseynov aus Aserbaidschan Vize-Europameister. Bei den Weltmeisterschaften dieser Jahre war er weniger erfolgreich. In Moaskau 2010 unterlag er bereits in seinem ersten Kampf gegen Roman Meljoschin aus Kasachstan und landete auf dem 20. Platz und in Istanbul 2011 verlor er nach drei gewonnenen Kämpfen gegen Asqat Dilmuchamedow aus Kasachstan und erreichte den 8. Platz.
2012 gelang es Péter Bácsi, sich bei einem Turnier in Taiyuan/China mit einem 3. Platz hinter Emin Achmadow, Aserbaidschan und Aljaksandr Kikinjou, Weißrussland, erneut für die Olympischen Spiele zu qualifizieren. In London verlor er aber im Weltergewicht gleich seinen ersten Kampf gegen Aleksandr Kazakevič aus Litauen. Da dieser das Finale nicht erreichte, schied er aus und kam nur auf den 14. Platz.
Um dem starken Kräfteverschleiß, den das ständige Abtrainieren mit sich brachte, zu entgehen, wechselte er 2013 in das Mittelgewicht. Er wurde in dieser Gewichtsklasse vom ungarischen Ringerverband im März 2013 bei der Europameisterschaft in Tiflis eingesetzt. Er kam dort aber nur zu einem Sieg über Michael Wagner aus Österreich und verlor in seinem zweiten Kampf gegen Artur Schahinjan aus Armenien. Er kam damit auf den 10. Platz. Bei der Weltmeisterschaft 2013 im heimischen Budapest kam nicht er, sondern Viktor Lőrincz für Ungarn zum Einsatz.
Als ein Glücksfall erwies sich für Péter Bácsi die Neueinteilung der Gewichtsklassen durch den Ringer-Weltverband FILA zum 1. Januar 2014, denn für die neue Gewichtsklasse bis 80 kg Körpergewicht scheint er mit seinen körperlichen Voraussetzungen geradezu prädestiniert zu sein. Dies bewies er bei der Europameisterschaft dieses Jahres in Vantaa/Finnland, denn er gewann dort in dieser Gewichtsklasse mit Siegen über Peter Balo, Serbien, Artur Omarow, Tschechien, Zakarias Berg, Schweden, Giorgi Zirekidse, Georgien und Selçuk Çebi, Türkei, zum zweiten Mal in seiner Laufbahn den Europameistertitel.
Den größten Erfolg in seiner bisherigen Laufbahn erzielte er dann bei der Weltmeisterschaft 2014 in Taschkent. Er wurde dort in der Gewichtsklasse bis 80 kg Körpergewicht mit Siegen über Firdows Rofiew, Tadschikistan, Jim Eric Pettersson, Schweden, Aleksandr Kazakevič, Litauen, Tadeusz Michalik, Polen und Jewgeni Salejew, Russland, Weltmeister.
Da die Gewichtsklasse bis 80 kg nicht olympisch ist, trainierte Peter Bácsi 2015 wieder vermehrt in die Gewichtsklasse bis 75 kg, die olympisch ist, ab. Sein Ziel ist ohne Zweifel, in dieser Gewichtsklasse auch bei den Olympischen Spielen 2016 in Rio de Janeiro anzutreten. Ob das gelingt, bleibt abzuwarten. 2015 war er bei der Weltmeisterschaft in Las Vegas schon in der Gewichtsklasse bis 75 kg am Start. Er kam dort aber nach Siegen über Carlos Andres Munoz Jaramillo aus Kolumbien und Waleri Palenski aus Weißrussland und Niederlagen gegen Roman Wlassow aus Russland und Arsen Dschulfalakjan aus Armenien nur auf den 8. Platz.
2016 qualifizierte sich Peter Bácsi durch einen Sieg beim Olympia-Qualifikationsturnier in Ulaan-Baatar für einen Start bei den Olympischen Spielen in Rio de Janeiro. Aber auch bei seinem dritten Start bei Olympischen Spielen gewann er keine Medaille. Er siegte in Rio in der Gewichtsklasse bis 75 kg zunächst über Carlos Andres Munoz Jaramillo, Daniel Alexandrow Tihomirow, Bulgarien und Elwin Mursalijew, Aserbaidschan, verlor aber dann gegen Mark Overgaard Madsen aus Dänemark und gegen Saeid Mourad Abdvali aus dem Iran und kam auf einen 5. Platz.
Peter Bácsi rang nach dieser Enttäuschung weiter, enttäuschte 2017 aber mit einem 11. Platz bei der Europameisterschaft in Novi Sad, wo er in der Gewichtsklasse bis 80 kg nach einer Niederlage in seinem ersten Kampf gegen Bozo Starcevic aus Kroatien ausschied. Bei der Weltmeisterschaft dieses Jahres in Paris war er nicht am Start.
Angestachelt durch die Tatsache, dass die Weltmeisterschaft 2018 in Budapest stattfand, bereitete er sich noch einmal gewissenhaft auf dieses Ereignis vor. Er verzichtete auf die Teilnahme an der Europameisterschaft und ging in Budapest bestens vorbereitet an den Start. Dort schaffte er mit 35 Jahren die Sensation und wurde in der neuen Gewichtsklasse bis 82 kg mit Siegen über Michael Wagner, Österreich, Wiktor Sasunowski, Weißrussland, Maksat Jereschepow, Kasachstan, Atabek Asisbekow und Emrah Kus, Türkei, noch einmal Weltmeister.

## Internationale Erfolge
| Jahr | Platz | Wettbewerb                                              | Gewichtsklasse | Ergebnisse |
| 2001 | 12.   | Junioren-WM in Taschkent                                | Leicht         | Sieger: Andrei Demankin, Russland, vor Armen Wardanjan, Ukraine und Selçuk Çebi, Türkei |
| 2002 | 9.    | Junioren-EM in Subotica                                 | Leicht         | Sieger: Selçuk Çebi, vor Oleg Popenine, Russland |
| 2003 | 17.   | Junioren-WM in Istanbul                                 | Leicht         | Sieger: Seref Tüfenk, Türkei, vor Valdemars Venckaitis, Litauen |
| 2005 | 5.    | Universitäten-WM in Izmir                               | Welter         | Sieger: Seref Tüfenk Türkei vor Radoslaw Truszkowski, Polen |
| 2007 | 7.    | WM in Baku                                              | Welter         | nach Siegen über Sixto Barrera Ochoa, Peru, Daulet Kadirow, Turkmenistan und Tsukasa Tsuurumaki, Japan und einer Niederlage gegen Julian Kwit, Polen                                                           |
| 2008 | 2.    | Welt-Cup in Szombathely                                 | Welter         | hinter Park Jin-sung, Südkorea, vor Babajanzadeh Mojtaba, Iran und Schmagi Guliaschwili, Georgien |
| 2008 | 1.    | EM in Tampere                                           | Welter         | nach Siegen über Edgar Babajan, Armenien, Valtteri Moisio, Finnland, Christophe Guénot, Frankreich und Seref Tüfenk                                                                                            |
| 2008 | 5.    | OS in Peking                                            | Welter         | nach Siegen über Thomas Curtius Dantzler, USA, Arsen Dschulfalakjan, Armenien und Warteres Samurgaschew, Russland und Niederlagen gegen Manuchar Kwirkwelia, Georgien und Christophe Guénot                    |
| 2009 | 8.    | Welt-Cup in Clermont-Ferrand                            | Welter         | Sieger: Alain Hassli, Frankreich, vor Rafiq Hüseynov, Aserbaidschan |
| 2009 | 12.   | EM in Vilnius                                           | Welter         | nach einem Sieg über Wladyslaw Bolocan, Moldawien und einer Niederlage gegen Elwin Mursalijew, Aserbaidschan                                                                                                   |
| 2009 | 10.   | Golden-Grand-Prix in Baku                               | Welter         | Sieger: Rafiq Hüseynov vor Jachangir Muminow, Usbekistan |
| 2009 | 19.   | WM                                                      | Welter         | nach einem Sieg über Kanatbek Begalijew, Kirgisistan und einer Niederlage gegen Farshad Alizadeh Kalecheschi, Iran                                                                                             |
| 2010 | 3.    | EM in Baku                                              | Welter         | nach Siegen über Ilja Schafram, Israel, Robert Rosengren, Schweden und Seref Tüfenk, einer Niederlage gegen Elwin Mursalijew und einem Sieg über Tomas Sobecky, Tschechien                                     |
| 2010 | 18.   | Großer Preis von Deutschland in Dortmund                | Mittel         | Sieger: Jan Fischer, Deutschland vor Zoltán Fodor, Ungarn |
| 2010 | 1.    | Golden-Grand-Prix in Baku                               | Welter         | vor Giorgi Zirekidse, Georgien, Samurai Mustafajew, Aserbaidschan und Aljaksandr Kikinjou, Weißrussland |
| 2010 | 20.   | WM in Moskau                                            | Welter         | nach einer Niederlage gegen Roman Meljoschin, Kasachstan |
| 2011 | 3.    | „Vehbi-Emre“-Memorial in Istanbul                       | Welter         | hinter Rafiq Hüseynov und Aljaksandr Kikinjou |
| 2011 | 3.    | Golden-Grand-Prix in Szombathely                        | Welter         | hinter Jewgeni Salejew, Russland und Oleksandr Darahan, Ukraine |
| 2011 | 2.    | EM in Dortmund                                          | Welter         | nach Siegen über Miroslaw Dikun, Großbritannien, Arsen Dschulfalakjan, Henri Esko Välimäki, Finnland und Roman Wlassow, Russland und einer Niederlage gegen Rafiq Hüseynov                                     |
| 2011 | 2.    | Präsidenten-Cap von Kasachstan in Astana                | Welter         | hinter Aljaksandr Kikinjou, vor Asset Adilow und Asqat Dilmuchamedow, beide Kasachstan |
| 2011 | 12.   | Golden-Grand-Prix in Baku                               | Mittel         | Sieger: Habibollah Jomeh Achlaghi, Iran vor Saman Tahmasebi, Aserbaidschan |
| 2011 | 1.    | „Ion-Corneanu“-Memorial in Targoviste/Rumänien          | Mittel         | vor Asamat Bikbajew, Russland, Amer Hrustanovic, Österreich und Charles Betts, USA |
| 2011 | 8.    | WM in Istanbul                                          | Welter         | nach Siegen über Kim Jin-hyeok, Südkorea, Takehiro Kanakubo, Japan und Ionel Pușcașu, Rumänien und einer Niederlage gegen Asqat Dilmuchamedow                                                                  |
| 2011 | 1.    | Golden-Grand-Prix in Szombathely                        | Mittel         | vor Selcuk Cebi, Viktor Lőrincz, Ungarn und Ara Abrahamian, Schweden |
| 2012 | 3.    | Olympia-Qualif.-Turnier in Sofia                        | Welter         | hinter Surab Datunaschwili, Georgien und Mark Overgaard Madsen, Dänemark |
| 2012 | 3.    | Olympia-Qualif.-Turnier in Taiyuan/China                | Welter         | hinter Emin Achmadow, Aserbaidschan und Aljaksandr Kikinjou |
| 2012 | 14.   | OS in London                                            | Welter         | nach einer Niederlage gegen Aleksandr Kazakevič, Litauen |
| 2013 | 1.    | Golden-Grand-Prix in Szombathely                        | Mittel         | vor Rewasi Nadareischwili, Georgien und Viktor Lörincz, Ungarn |
| 2013 | 10.   | EM in Tiflis                                            | Mittel         | nach einem Sieg über Michael Wagner, Österreich und einer Niederlage gegen Artur Schahinjan, Armenien |
| 2013 | 5.    | „Wladyslaw-Pytlasinski“-Memorial in Warschau            | Mittel         | Sieger: Viktor Lörincz vor Damian Janikowski, Polen |
| 2014 | 1.    | Yadegar-Imam-Cup in Teheran                             | bis 80 kg      | vor Mehdi Khodaei, Mehdi Mohammadi und Yousef Ghaderian, alle Iran |
| 2014 | 3.    | Golden-Grand-Prix in Szombathely                        | bis 80 kg      | hinter Habibollaj Jomeh Achlaghi und Yousef Ghaderian |
| 2014 | 1.    | EM in Vantaa/Finnland                                   | bis 80 kg      | nach Siegen über Petar Balo, Serbien, Artur Omarow, Tschechien, Zakarias Berg, Schweden, Giorgi Zirekidse und Selcuk Cebi                                                                                      |
| 2014 | 2.    | Golden-Grand-Prix in Baku                               | bis 80 kg      | hinter Elwin Mursalijew und vor Tadeusz Michalik, Polen und Aleksandr Kazakevič |
| 2014 | 1.    | WM in Taschkent                                         | bis 80 kg      | nach Siegen über Firdows Rofiew, Tadschikistan, Jim Eric Pettersson, Schweden, Aleksandr Kazakevič, Tadeusz Michalik und Jewgeni Salejew, Russland                                                             |
| 2015 | 1.    | Grand-Prix von Ungarn in Szombathely                    | bis 80 kg      | vor Giorgi Zirekidse, Andrej Bielich, Ukraine und Josef Patrick, USA |
| 2015 | 1.    | Ljubomir-Ivanovic-Gedza-International in Belgrad        | bis 75 kg      | vor Tschingis Labasanow, Russland, Manuchar Tschadaia, Georgien und Martin Szabo, Ungarn |
| 2015 | 1.    | Wladyslaw-Pytlasinski-Memorial in Warschau              | bis 80 kg      | vor Wiktor Sasunowski, Weißrussland, Selçuk Çebi, Türkei und Aishan Aishan, China |
| 2015 | 8.    | WM in Las Vegas                                         | bis 75 kg      | nach Siegen über Carlos Andres Munoz Jaramillo, Kolumbien und Waleri Palenski, Weißrussland und Niederlagen gegen Roman Wlassow, Russland und Arsen Dschulfalakjan, Armenien                                   |
| 2016 | 7.    | Grand-Prix von Ungarn in Szombathely                    | bis 75 kg      | Sieger: Yang Bin, China vor Mateusz Lukasz Wolny, Polen |
| 2016 | 1.    | Thor-Masters in Nyköbing                                | bis 80 kg      | vor Raibek Bisultanow, Dänemark |
| 2016 | 1.    | Olympia-Qualif.-Turnier in Ulaan-Baatar                 | bis 75 kg      | vor Yang Bin, China, Arsen Dschulfalakjan, Armenien und Pascal Eisele, Deutschland |
| 2016 | 5.    | „Wladyslaw-Pytlasinski“-Turnier in Spala                | bis 80 kg      | Sieger: Ramin Taherisartang, Iran vor POawel Pamintschuk, Weißrussland |
| 2016 | 5.    | OS in Rio de Janeiro                                    | bis 75 kg      | nach Siegen über Carlos Andres Munoz Jaramillo, Daniel Alexandrow Tihomirow, Bulgarien und Elwin Mursalije, Aserbaidschan und Niederlagen gegen Mark Overgaard Madsen, Dänemark und Saeid Mourad abdvali, Iran |
| 2017 | 1.    | Großer Preis von Ungarn                                 | bis 80 kg      | vor Gordon Aaron Speiller, USA, Surabi Datunaschwili, Georgien und Wiktor Sasunowski, Weißrussland |
| 2017 | 1.    | „Dan Kolow & Nikola Petrow“-Turnier in Russe            | bis 85 kg      | vor Asat Beischebekow, Kirgisistan, Iskender Missaoui Mohamed, Tunesien und Nikolai Bajrakow, Bulgarien |
| 2017 | 11.   | EM in Novi Sad                                          | bis 80 kg      | nach einer Niederlage gegen Bozo Starcevic, Kroatien |
| 2017 | 7.    | „Giwi Kartosija & Wachtang Balawadse“-Turnier in Tiflis | bis 85 kg      | Sieger: Robert Kobliaschwili, Georgien vor Benjamin Provisor, USA und Viktor Lőrincz, Ungarn |
| 2018 | 1.    | Cerro-Pelado-Intern. in Havanna                         | bis 82 kg      | vor Antonio Duran, Kuba und Laszlo Szabo, Ungarn |
| 2018 | 2.    | Großer Preis von Ungarn in Győr                         | bis 82 kg      | hinter Youssef Ghaderian, Iran, vor Atabek Asisbek, Kirgisistan |
| 2018 | 1.    | Großer Preis von Deutschland in Dortmund                | bis 82 kg      | vor Laszlo Szabo, Jaroslaw Filechakow, Ukraine und Roland Schwarz, Deutschland |
| 2018 | 1.    | WM in Budapest                                          | bis 82 kg      | nach Siegen über Michael Wagner, Österreich, Wiktor Sasunowski, Maksat Jereschepow, Kasachstan, Atabek Asisbekow und Emrah Kus, Türkei                                                                         |

## Ungarische Meisterschaften
Péter Bácsi wurde 2007 im Weltergewicht, 2011 im Mittelgewicht und 2014 in der Gewichtsklasse bis 80 kg ungarischer Meister. 2004 und 2006 wurde er jeweils ungarischer Vizemeister im Weltergewicht. 2005 im Weltergewicht und 2010 im Mittelgewicht belegte er bei dieser Meisterschaft jeweils den 3. Platz
Erläuterungen
- alle Wettkämpfe im griechisch-römischen Stil
- OS = Olympische Spiele, WM = Weltmeisterschaft, EM = Europameisterschaft
- Weltergewicht, Gewichtsklasse bis 74 kg, Mittelgewicht, bis 84 kg Körpergewicht (bis 31. Dezember 2013); seit 1. Januar 2014 gilt eine neue Gewichtsklasseneinteilung durch den Ringer-Weltverband FILA (nunmehr UWW), die seit 2025 schon wieder mehrmals geändert wurde. Daher ist es nicht mehr möglich, die Gewichtsklassen mit Namen zu benennen.